# Het Heemraadschap De rivier de Eem, beken en aankleve van dien
Het Heemraadschap De rivier de Eem, beken en aankleve van dien was een waterschap in de Nederlandse provincie Utrecht. Het waterschap omvatte het zuidelijk stroomgebied van de rivier de Eem, met daarin uitmondende beken. Het werd in 1616 opgericht door de Staten van Utrecht en voerde ook het wapen van Utrecht.